# ChemCats Chemnitz
ChemCats Chemnitz est un club féminin allemand de basket-ball issu de la ville de Chemnitz. Le club appartient à la Damen Basketball Bundesliga soit le plus haut niveau du championnat allemand.

## Effectif actuel

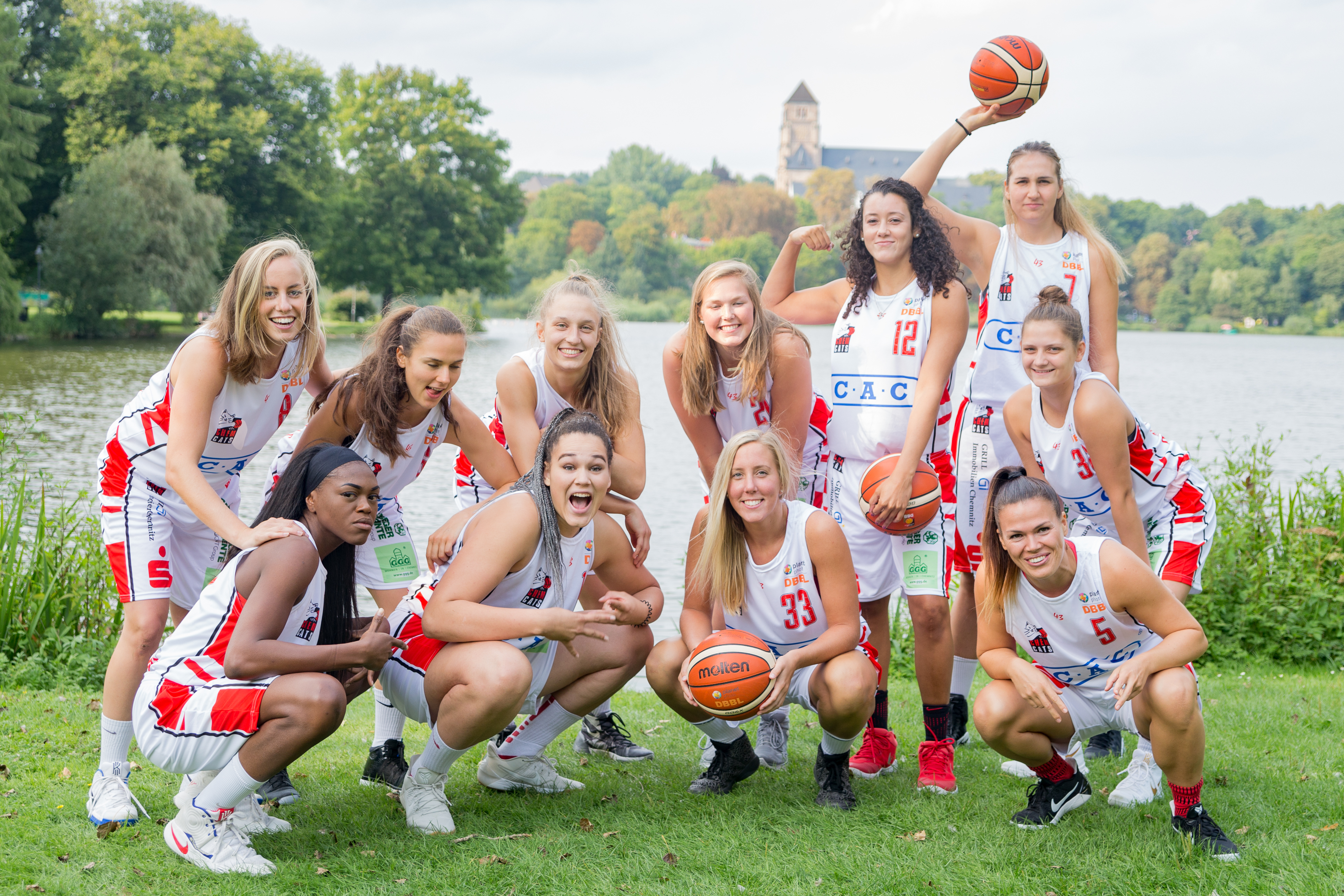
Des joueuses du ChemCats Chemnitz en août 2017

## Entraîneurs successifs
- Depuis ? : -